# Eva Johansson
Eva Johansson (25 de febrero de 1958) es una soprano danesa especializada en papeles wagnerianos y straussianos.
Se ha destacado como Senta (El holandés errante), Elsa (Lohengrin), Eva, Freia, Elisabeth, Siglinda, Leonora, Brunilda y como Electra, Salomé, Ariadna en Naxos y la Emperatriz en La mujer sin sombra.
Ha participado en producciones de la Opera Real Danesa, Opera Real Sueca, en el Festival Aix-en-Provence, en Bayreuth, Salzburg, Berlín, Zúrich, Wiener Staatsoper y otras casas líricas.

## Discografía de referencia
- Gade: Elverskud, Echoes Of Ossian Overture / Kitajenko
- Heise: Drot Og Marsk / Schonwandt, Elming, Norup, Westi
- Strauss: Elektra / Christoph von Dohnányi (DVD)
- Wagner: Das Rheingold / Daniel Barenboim, Bayreuth Festival (DVD)
- Wagner: Das Rheingold / Bernard Haitink
- Wagner: Die Meistersinger von Nürnberg / Deutsche Oper Berlin 1995
- Wagner: Die Walküre / Simon Rattle, Berlin Philharmonic (DVD)

- Datos: Q3061259